# Estatutos de Hamás de 2017
En mayo de 2017, la organización política y paramilitar palestina Hamás presentó Un Documento de Principios y Políticas Generales (وثيقة المبادئ والسياسات العامة لحركة حماس), frecuentemente denominada como los nuevos estatutos de Hamás o como los estatutos revisados de Hamás. Este documento abogaba por la creación de un Estado palestino en las fronteras de 1967, describiéndolo como una «fórmula de consenso nacional», si bien no reconocía explícitamente a Israel. Los nuevos estatutos sostienen que la resistencia armada contra una potencia ocupante está justificada según el derecho internacional.
Si bien la Carta Fundacional de Hamás de 1988 había sido ampliamente criticada por su antisemitismo, los nuevos estatutos de 2017 afirman que la lucha de Hamás no es contra los judíos como tales, debido a su religión, sino contra el proyecto sionista. Sin embargo, Hamás no ha llegado a repudiar la Carta Fundacional de 1988, del que ha dicho que fue un documento de su época y que el nuevo documento representa la posición actual de Hamás.
Las opiniones sobre los estatutos de 2017 son muy diversas. Mientras que algunos lo recibieron positivamente y la calificaron como una señal de pragmatismo y mayor madurez política, así como de un potencial paso en el camino hacia la paz, otros lo han desestimado como un movimiento meramente estético diseñado para hacer que Hamás parezca más aceptable sin cambiar nada en cuanto a sus objetivos y sus métodos.

## Presentación

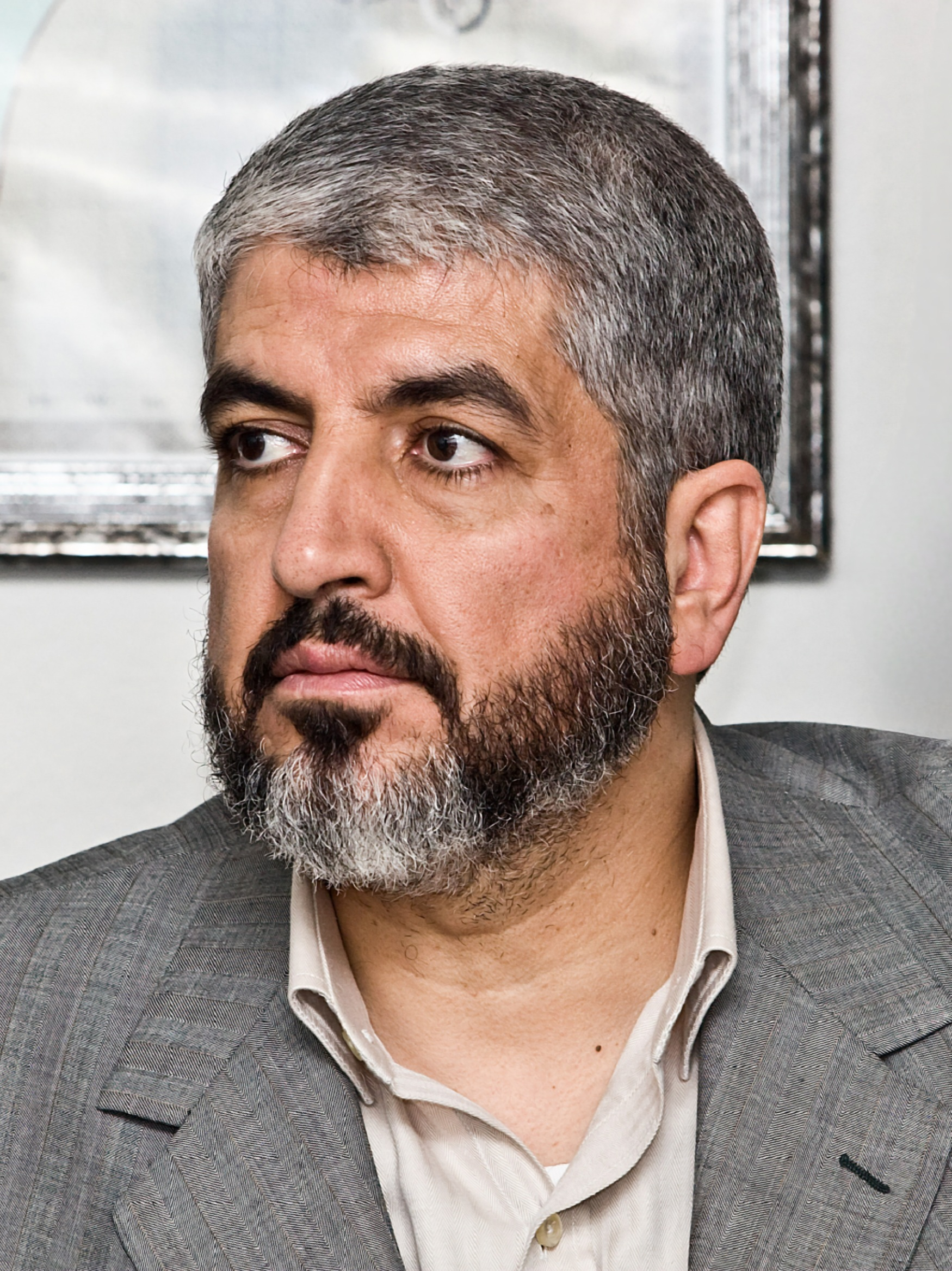
Khaled Meshal.

Khaled Meshal, el entonces líder de Hamás, presentó los nuevos estatutos en una conferencia de prensa en Doha el 1 de mayo de 2017, poco antes de ser reemplazado como líder por Ismail Haniya. El nuevo documento fue el resultado de años de debates internos, pues muchos miembros de Hamás todavía consideraban que su contenido era controvertido.
En su presentación, Meshal explicó que el movimiento Hamás sigue un camino intermedio entre dos polos: el extremismo (tatarruf o tashaddud) y la flexibilidad (muyu'a, literalmente: "liquidez"). En comparación con la Carta Fundacional de Hamás de 1988, que estaba marcada por la retórica religiosa y las ideas utópicas, este nuevo documento se caracteriza por un lenguaje político simple y eminentemente pragmático. Contiene un preámbulo y 42 párrafos en los que Hamás esboza sus posiciones sobre los aspectos fundamentales del conflicto árabe-israelí. El documento afirma la adhesión del movimiento a sus principios fundacionales, pero también deja ciertas zonas grises para permitir a Hamás un margen de maniobra política en el futuro.
A diferencia de la Carta Fundacional, que presentaba la lucha contra Israel como un conflicto religioso, los nuevos estatutos afirman que se trata de un conflicto nacionalista «contra el proyecto sionista, no contra los judíos debido a su religión». Sin embargo, la Carta Fundacional no fue explícitamente revocada. Cuando se les preguntó al respecto, los líderes de Hamás explicaron que «la Carta original se ha convertido ahora en un documento histórico y parte de una etapa anterior de nuestra evolución. Permanecerá en la biblioteca del movimiento como un testimonio de nuestro pasado». Meshal declaró que el nuevo documento refleja «nuestra posición por ahora, lo que significa que no somos una organización ideológicamente rígida (...). La antigua carta era un producto de su época, hace 30 años. Hoy vivimos en un mundo diferente». Algunos analistas han comentado que Hamás no ha revocado los antiguos estatutos para no alienar a algunos de sus militantes de base, pues temían que algunos decidiesen unirse a las facciones islamistas rivales.
Hamás también ha declarado su voluntad de apoyar cualquier acuerdo de paz aceptado en un referéndum popular y se ha distanciado de todas las organizaciones islámicas extranjeras, incluidos los Hermanos Musulmanes, que, tras ganar las primeras elecciones democráticas de Egipto y ser derrocados por golpe de Estado de Abdelfatah el-Sisi, han sido clasificados allí como una organización terrorista. Los Hermanos Musulmanes ni siquiera son citados por su nombre en los nuevos estatutos, aunque todavía hay ciertos ecos de su ideología en ellos.

## Contenido
Los nuevos estamentos fueron publicados en dos idiomas: árabe e inglés. Existen algunas ligeras diferencias entre ambas versiones, pero no son significativas, pues son principalmente matices y connotaciones.

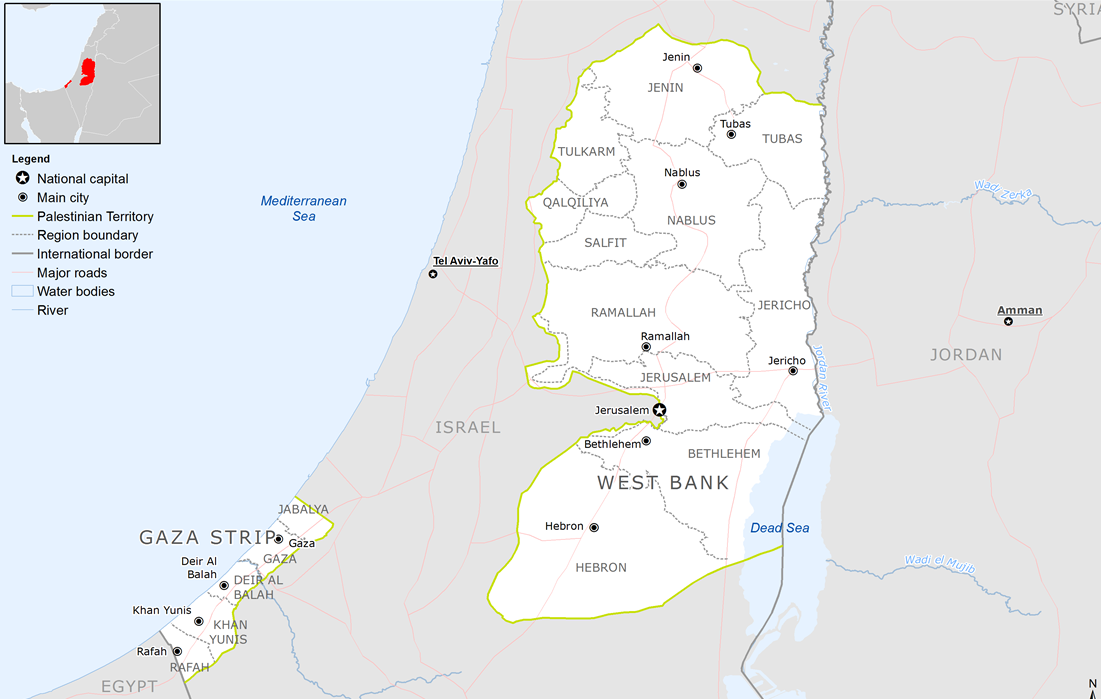
Los nuevos estatutos destacan por aceptar un Estado de Palestina en las fronteras de 1967.

### Preámbulo
El preámbulo de los nuevos estatutos contiene la siguiente definición aconfesional de Palestina: «Palestina es la tierra del pueblo árabe palestino, de ella se origina, a ella se adhiere y pertenece, y sobre ella se extiende y se comunica». Esta formulación es significativamente distinta de la Carta Fundacional de 1988, en la que se describe a Palestina como una «dotación islámica» (waqf) que pertenece a toda la nación musulmana. Retóricamente, sin embargo, el nuevo documento también afirma el carácter islámico de la región con la siguiente declaración: «Palestina es el espíritu de la Umma y su causa central; es el alma de la humanidad y su conciencia viva».

### Contenido por párrafos
El primer párrafo describe a Hamás como un movimiento de liberación nacional y de resistencia caracterizado por el islam. Bajo el título «La Tierra de Palestina» (párrafo 2), el documento menciona a continuación las fronteras geográficas de Palestina, que se extienden «desde el río Jordán al este hasta el Mediterráneo al oeste y desde Ras Al-Naqurah al norte hasta Umm Al-Rashrash en el sur». Aquí se afirma que Palestina «es una unidad territorial integral. Es la tierra y el hogar del pueblo palestino». A esta definición nacionalista clara y precisa le sigue una referencia islámica general en el párrafo 3: «Palestina es una tierra árabe islámica. Es una tierra sagrada y bendita que tiene un lugar especial en el corazón de cada árabe y de cada musulmán».
A esto le sigue una definición de los palestinos entre los párrafos 4 y 6: «Los palestinos son los árabes que vivieron en Palestina hasta 1947, independientemente de si fueron expulsados o permanecieron en ella, y toda persona que nació de padre árabe palestino después de esa fecha, ya sea dentro o fuera de Palestina, es palestino. (...) La identidad palestina es auténtica y atemporal; se transmite de generación en generación».
La siguiente parte, que va del párrafo 7 al 11, describe a Palestina como el corazón de la Umma árabe e islámica y enfatiza el estatus especial de Jerusalén en el islam. En la siguiente parte, en los párrafos 12 y 13, se postula que el derecho de los palestinos expulsados a regresar a su patria existe bajo el derecho internacional, la ley divina y los derechos humanos.
El «proyecto sionista» se aborda entre los párrafos 14 y 17 se describe como un «proyecto racista, agresivo, colonial y expansionista que se basa en apoderarse de las propiedades de otros», que es hostil al pueblo palestino y a sus aspiraciones de libertad, retorno y autodeterminación. Este proyecto, según los nuevos estatutos, no sólo representa una amenaza para los palestinos, sino que también amenaza la «seguridad y los intereses» de toda la Umma árabe e islámica. El documento continúa afirmando que el conflicto árabe-israelí gira únicamente en torno a este proyecto y que no existe ningún conflicto de base religiosa con los judíos. Afirma también que «Hamás rechaza la persecución de cualquier ser humano o el menoscabo de sus derechos por motivos nacionalistas, religiosos o sectarios. Hamás considera que el problema judío, el antisemitismo y la persecución de los judíos son fenómenos fundamentalmente vinculados a la historia europea y no a la historia de los árabes y musulmanes o a su herencia».
Bajo el encabezado «La posición hacia la ocupación y las soluciones políticas», de los párrafos 18 a 23, el documento describe la solución de dos Estados, es decir, la creación de un Estado de Palestina independiente según las fronteras de 1967, con Jerusalén como capital, como una «fórmula de consenso nacional», pero sin renunciar a su reivindicación sobre toda Palestina «desde el río hasta el mar», y «sin comprometer su rechazo a la entidad sionista». Rickard Lagervall, de la Universidad de Jönköping, considera que esta es una «formulación ambigua». Tareq Baconi, de la Universidad de Columbia y el Consejo Europeo de Relaciones Exteriores, aporta dos razones por las que Hamás no reconoce explícitamente a Israel:
- La Organización para la Liberación de Palestina ya ofreció unilateralmente su reconocimiento a Israel sin obtener un compromiso israelí de reconocer el Estado de Palestina, debilitando así su propia posición negociadora. Hamás quiere evitar eso.[27]
- Hamás, y la sociedad palestina en general, podrían estar dispuestos a reconocer el hecho de que Israel existe ahora, pero no pueden legitimar el sionismo ni lo que les pasó a los palestinos durante la creación de Israel.[28]

Los estamentos también critican los Acuerdos de Oslo y los rechaza por ser incompatibles con el derecho internacional. Describe el Estado de Israel, creado con la ayuda de las naciones occidentales, como «completamente ilegal» (bâtil en árabe, palabra que también tiene connotaciones religiosas). El analista militar israelí Shaul Bartal interpretó esta sección en el sentido de que la solución de dos Estados se preveía como una etapa temporal y que el objetivo a largo plazo seguía siendo la liberación de toda Palestina.
La sección sobre «Resistencia y Liberación», que discurre entre los párrafos 24 y 26, también hace referencia al derecho internacional y afirma que éste legitima la resistencia armada contra una potencia ocupante, considerando la resistencia armada como «la opción estratégica para proteger los principios y los derechos del pueblo palestino». Al mismo tiempo, el documento habla de «diversificar los medios y métodos» de resistencia e incluye la »resistencia popular y pacífica».
En la sección «El sistema político palestino», del párrafo 27 al 34, el documento adopta un tono muy conciliador: se enfatizan los puntos en común con otros grupos palestinos y se minimizan las diferencias. Se reconoce explícitamente el papel nacional de la OLP y de la Autoridad Nacional Palestina, y se concluye con una referencia en lenguaje secular al papel «fundamental» de las mujeres palestinas en el «proyecto de resistencia, liberación y construcción del sistema político».
En las dos últimas secciones, tituladas «La comunidad árabe e islámica» (párrafos 35 a 37) y «El aspecto humanitario e internacional» (párrafos 38 a 42), Hamás deja claro que no tiene ningún interés en interferir en los asuntos internos de otros países de la región que han experimentado un cierto grado de agitación como parte de las revoluciones de la Primavera Árabe.

## Recepción
La recepción del documento osciló entre valoraciones positivas pero cautelosas y duros rechazos por parte de quienes lo veían como un ejercicio de relaciones públicas engañoso y meramente estético.
Mohammed Ayoob, profesor de Relaciones Internacionales de la Universidad Estatal de Míchigan, y Danielle Nicole Lussier entendieron el nuevo estatuto como una señal de «pragmatismo», ya que deja abierta la posibilidad de una solución de dos Estados y expresa la voluntad Hamás de cooperar con la Autoridad Nacional Palestina. Khaled Hroub, de la Universidad de Cambridge, escribió que con este documento Hamás quiere distanciarse de la reputación que tiene de organización terrorista y desea «presentarse como un socio político responsable cuyo liderazgo ha ganado elecciones libres y justas y es capaz de hablar el idioma de la política y de la resistencia a su manera».
Beverley Milton-Edwards, politóloga de la Universidad de Belfast, dijo que el nuevo estatuto era un punto de partida importante para futuras negociaciones de paz, un punto de partida que otros protagonistas árabes en el conflicto, como Siria, Egipto y la OLP, también habían defendido como parte de una nueva fórmula para resolver el conflicto y construir la paz. Muhammad Abu Saada, profesor de la Universidad Al-Azhar de Gaza, dijo que «Hamas está tratando de trazar una delgada línea entre sus partidarios con una línea más dura y sus miembros más moderados (...). De alguna manera, los moderados pueden decir que aceptan un Estado palestino en las fronteras de 1967, mientras que los partidarios de la línea dura todavía pueden decir que no reconocen a Israel».
Azzam Tamimi, un politólogo británico-palestino cercano a Hamás, afirmó que el nuevo documento sustituiría «en la práctica» a la Carta Fundacional de 1988. Mustafa Barghouti, presidente del partido político Iniciativa Nacional Palestina, interpretó que «la aceptación de un Estado palestino dentro de las fronteras de 1967 (...) significa aceptar una solución de dos Estados» y describió el documento como «una muestra de madurez y una muestra de desarrollo político». Michael Schulz, de la Universidad de Gotemburgo, comentó que la declaración sobre la solución de dos Estados como una «fórmula de consenso nacional» mostraba una disposición por parte de Hamás a aceptar dicha solución de manera permanentemente incluso aunque no se trate de su primera preferencia, siempre y cuando se pueda demostrar que esa es la voluntad expresa del pueblo palestino. Según Schulz, esto requeriría un futuro referéndum legítimo que involucre a todos los palestinos que viven en Cisjordania, la Franja de Gaza y Jerusalén Este, así como a aquellos que viven en la diáspora. Tristan Dunning, politólogo de la Universidad de Queensland, recordó que Hamás había estado abierto a algún tipo de solución permanente con Israel desde mediados de la década de 1990. Los cambios reflejados con respecto a la Carta Fundacional son, por lo tanto, «positivos y necesarios desde hace mucho tiempo pero, en muchos sentidos, (...) quizás demasiado escasos y demasiado tarde para que supongan un cambio significativo en la dinámica del conflicto palestino-israelí». Mohammad Shtayyeh, Primer Ministro de la Autoridad Nacional Palestina, acusó a Hamás de haber estado atrasado durante décadas en su pensamiento, y declaró a la CNN: «Hamás está debatiendo cosas que [la OLP] hizo hace 43 años».
Jerome Slater, profesor emérito de la Universidad Estatal de Nueva York en Buffalo, señaló que, si bien el documento parece aceptar un Israel dentro de las fronteras de 1967, también pide el derecho de los palestinos a regresar a sus hogares originales, que ahora se encontrarían en Israel. Eso supone una contradicción lógica, pero un gobierno israelí genuinamente interesado en un acuerdo político habría utilizado el nuevo estatuto y otras señales de moderación por parte de Hamás como una base para las futuras conversaciones, algo que no sucedió.
Jonathan A. Greenblatt, director de la Liga Antidifamación, dijo que «los nuevos estatutos hacen poco para promover la paz pero hacen mucho para sostener el conflicto». El periodista Tim Aßmann vio una elección de palabras más moderada este documento, pero ningún cambio significativo en cuanto a la posición de Hamás. Matthew Levitt y Maxine Rich, investigadores del think tank proisraelí The Washington Institute for Near East Policy, interpretaron el documento como un intento de Hamás de presentarse bajo una luz más moderada para obtener un mayor apoyo internacional, dadas sus relaciones cada vez más tenues con Irán, el enfrentamiento del gobierno egipcio con los Hermanos Musulmanes y la sombría situación económica de la Franja de Gaza, exacerbada por una reciente crisis energética. Joseph Spoerl, investigador del islam en el Saint Anselm College de Goffstown, New Hampshire, opinó que el antisemitismo todavía tiene un papel fundamental en la ideología de Hamás y que no se pueden tomar en serio sus nuevas doctrinas, expresadas en los nuevos estamentos, de que el conflicto es contra la ocupación sionista de Palestina en lugar de contra los judíos.
Shaul Bartal, analista militar israelí y profesor de Asuntos Palestinos en la Universidad Bar-Ilan, afirmó que el Estado palestino creado mediante una solución de dos Estados sería entonces un Estado sin concesiones respecto del derecho de retorno de los palestinos y sin una solución permanente que también será vinculante para las generaciones futuras. David Keyes, portavoz del primer ministro israelí Benjamín Netanyahu de 2016 a 2018, describió el documento político como un intento de Hamás de "engañar al mundo". El propio Netanyahu arrugó una copia del documento ante la cámara y la arrojó a una papelera. "El nuevo documento de Hamás dice que Israel no tiene derecho a existir, dice que cada centímetro de nuestra tierra pertenece a los palestinos, dice que no hay solución aceptable más que expulsar a Israel... quieren usar su Estado para destruir nuestro Estado", dijo Netanyahu.
El Centro de Información sobre Terrorismo e Inteligencia Meir Amit de Israel afirmó que los nuevos estatutos de Hamás no presentaban «ningún cambio en la ideología y en los principios básicos de Hamás, que se basan en un esfuerzo intransigente para destruir a Israel mediante la violencia y el terrorismo, incluso si esto se lleva a cabo por etapas (presentando una voluntad condicionada para establecer un Estado de Palestina dentro de las fronteras de 1967). Los ajustes, cambios y adiciones que aparecen en los nuevos estatutos pretenden dar apariencia de renovación y adaptación de Hamás a la realidad actual, pero sin ningún cambio significativo en los principios y en la percepción básica que constituyen el núcleo del Documento».

### Análisis durante la guerra Israel-Gaza de 2023
Daniel Byman, de la Universidad de Georgetown, y Mackenzie Holtz, en un análisis para el Center for Strategic and International Studies, explicaron que las reacciones negativas a los nuevos estatutos podrían explicar en parte el ataque del 7 de octubre: Netanyahu despreció el documento, declaró su deseo de recortar la financiación de UNRWA y dio voz a ideólogos de extrema derecha como Bezalel Smotrich. Por tanto, no había ningún incentivo para la moderación, lo que probablemente hacía más atractiva la idea de un ataque a gran escala. Para apoyar esta opinión, Byman y Holtz citaron una declaración del funcionario de Hamás Basem Naim en una entrevista: «Sabíamos que iba a haber una reacción violenta. (...) Pero no elegimos este camino teniendo otras opciones. No tenemos opciones». Yahya Sinwar, el líder político y militar de Hamás en Gaza, apoyó supuestamente los nuevos estatutos, pero luego adoptó una posición más extrema cuando estos no lograron llevar a un acuerdo político con Israel.
Tareq Baconi, que ha estado escribiendo sobre Hamás durante los últimos 20 años, dijo en diciembre de 2023 que los estatutos de 2017 habían puesto en evidencia a Israel al aceptar las fronteras de 1967, y la falta de respuesta israelí demostró a los palestinos que Israel no estaba interesado en aceptar dichas fronteras.
Según el investigador de fenómenos extremistas Armin Pfahl-Traughber, que destacó los puntos de continuidad de los nuevos estatutos con respecto a la Carta Fundacional, la «moderación formal» de este nuevo documento tenía «un objetivo claro»: un «engaño estratégico». En su opinión, el uso de la expresión «Desde el río hasta el mar» por sí misma implicaba «una correspondiente voluntad de destrucción caracterizada por la violencia» hacia el Estado de Israel, y consideró que el ataque del 7 de octubre de 2023 no era más que el último ejemplo de esto. Mark A. Green, del Woodrow Wilson International Center for Scholars señaló que si bien Hamás ha declarado en sus nuevos estatutos que «rechaza la persecución de cualquier ser humano o el socavamiento de sus derechos por motivos nacionalistas, religiosos o sectarios», su ataque del 7 de octubre mató a unas 1.200 personas. Por su parte, Anna Baltzer argumentó que los nuevos estatutos son prueba de que los ataques del 7 de octubre no estuvieron motivados por el antisemitismo sino por la oposición de Hamás a la ocupación israelí.
Ismail Haniya recordó en noviembre de 2023 la aspiración de los nuevos estatutos a crear un Estado de Palestina basado en las fronteras de 1967, ya inmerso en la guerra entre Israel y Gaza.